# Тодор Златев
Вижте пояснителната страница за други личности с името Тодор Златев.
Тодор Иванов Златев е български офицер, генерал-майор, участник Сръбско-българската (1885), командир на дружина от 11-и пехотен сливенски полк през Балканската (1912 – 1913) и Междусъюзническата война (1913), командир на 2-ра бригада от 1-ва пехотна софийска дивизия през Първата световна война (1915 – 1918).

## Биография
Тодор Златев е роден на 1 февруари 1867 г. в София. На 1 юли 1883 постъпва във Военното на Негово Княжеско Височество училище, взема участие в Сръбско-българската война (1885) в редовете на 1-ви пехотен софийски полк. След края на войната продължава образованието си във Военното училище, като достига до звание юнкер, дипломира се под номер 53-ти от 163 офицери, на 27 април 1887 г. е произведен в чин подпоручик и зачислен в 1-ви пехотен софийски полк. На 18 май 1890 г. е произведен в чин поручик, а на 2 август 1894 в чин капитан. През 1900 г. е командир на рота от 15-и пехотен ломски полк. Служи и в Шести пехотен резервен полк. През 1906 г. е произведен в чин майор, а от 1909 г. председател на домакинската комисия при 23-ти пехотен шипченски полк. През 1911 г. е произведен в чин подполковник.
Подполковник Златев взема участие в Балканската (1912 – 1913) и Междусъюзническата война (1913) като командир на дружина от 11-и пехотен сливенски полк. Служи и като началник на 11-о полково военно окръжие. През 1913 г. временно командва 32-ри пехотен загорски полк. На 14 февруари 1915 г. е произведен в чин полковник.
По време на Първата световна война (1915 – 1918) полковник Златев командва първо 25-и пехотен драгомански полк (1915 – октомври 1916), за която служба съгласно заповед № 679 от 1917 г. по Действащата армия е награден с Военен орден „За храброст“ III степен 2-ри клас. През войната командва и 1-ва бригада от 6-а пехотна бдинска дивизия, за която служба през 1918 г. е награден с Царски орден „Св. Александър“ III степен с мечове по средата, която награда е потвърдена със заповед № 355 от 1921 г. Командва също така и 2-ра бригада от 1-ва пехотна софийска дивизия, за което е награден с Военен орден „За храброст“ IV степен 2-ри клас, съгласно заповед № 464 от 1921 г. по Министерството на войната.
След войната е началник на 4-та пехотна преславска дивизия (1918 – 1920), след което е уволнен от служба. Умира през 1937 в София и е погребан в централните софийски гробища.
Тодор Златев е женен и има 4 деца.

## Военни звания
- Подпоручик (27 април 1887)
- Поручик (18 май 1890)
- Капитан (2 август 1894)
- Майор (1906)
- Подполковник (1911)
- Полковник (14 февруари 1915)
- Генерал-майор (12 септември 1920)

## Образование
- Военно на Негово Княжеско Височество училище (1883 – 1887)

## Награди
- Знак на военния орден „За храброст“ II степен
- Военен орден „За храброст“ III степен 2 клас (1917)
- Военен орден „За храброст“ IV степен 2 клас (1921)
- Царски орден „Св. Александър“ IV степен с мечове по средата
- Царски орден „Св. Александър“ III степен с мечове по средата (1918, 1921)
- Народен орден „За военна заслуга“ V степен на обикновена лента
- Орден „За заслуга“ на обикновена лента